# 독립제작사협회
한국방송영상제작사협회는 방송프로그램의 제작·공급·유통의 공공성 정립, 국내외 경쟁력 제고, 방송문화의 발전 및 국민문화생활 향상에 기여함을 목적으로 1996년 11월 11일 설립된 대한민국 문화체육관광부 소관의 사단법인이다. 사무실은 서울특별시 양천구 목동 923-5 방송회관 6층에 있다.

## 주요 사업
- 방송프로그램의 질적 향상에 관한 사업
- 방송프로그램의 국제교류
- 방송프로그램 제작․공급․유통 발전을 위한 사업